# Shams al-Dîn al-Shahrazûrî
Muḥammad ibn Maḥmûd Shams al-Dîn (ou Shamsoddîn) al-Shahrazûrî est un philosophe du XIIIe siècle en terre d'islam, appartenant au courant de la philosophie illuminative (Ishrâqî) fondée au siècle précédent par Sohrawardi.

## Vie et œuvre
On en connaît très peu sur sa personne. Son surnom indique qu'il était natif de la région appelée Shahrazur (ou Shehrizor), qui est un district du Kurdistan, près de la frontière actuelle entre l'Irak et l'Iran. Un manuscrit contenant une partie du Nuzhat al-arwâḥ date de 1266-67, et d'autre part une note dans un autre manuscrit nous apprend qu'il était en vie en 1288. C'était un disciple enthousiaste de Sohrawardi (mort en 1191), qu'il appelle al-shaykh al-ilâhî, « le divin maître » ; selon Henry Corbin, c'est l'effet d'une conversion repérable dans son œuvre. C'est le second auteur important de l'école illuminative après Sohrawardi lui-même.
Il est auteur des ouvrages suivants (en arabe) :
- Nuzhat al arwâḥ wa rawḍat al-afrâḥ (Promenade des esprits et jardin des délices), également connu sous le titre plus parlant Fî târîkh al-ḥukamâ' wa-l-falâsifa (Sur l'histoire des sages et des philosophes) : c'est un recueil de textes sur la vie et la pensée de cent vingt-deux penseurs depuis l'Antiquité grecque, dont le dernier est Sohrawardi, les sources principales étant le Ṣiwân al-ḥikma de l'école d'Abû Sulaymân al-Sijistânî (dont al-Shahrarûzî possédait une version plus complète que les nôtres), le Tatimmat Ṣiwân al-ḥikma, « continuation » du précédent due à Zahîr al-Dîn al-Bayhaqî (v. 1097-v. 1169), et le Kitâb mukhtâr al-ḥikam wa-maḥasin al-kalim de l'Égyptien al-Mubashshir ibn Fâtik (milieu du XIe siècle), qui contient des textes sur vingt sages antiques ;
- Al-Shajara al-ilâhiyya (L'Arbre divin) : c'est une vaste encyclopédie philosophique composée de cinq traités (rasâ'il), le premier sur la méthodologie et la division des sciences, le second sur la logique, le troisième sur la philosophie pratique, le quatrième sur la physique et le cinquième sur la métaphysique ;
- Kitâb al-Rumûz wa-l-amthâl al-lâhûtiyya fî l-anwâr al-mujarradat al-Malakûtiyya (Le Livre des symboles et des paraboles divines à propos des lumières immatérielles du Malakût) : traité de noétique ;
- Sharḥ Ḥikma al-ishrâq (commentaire du Livre de la Sagesse orientale de Sohrawardi) ;
- Sharḥ al-Talwiḥât (commentaire du Livre des Élucidations de Sohrawardi).